# François Ier de Montmorency-Hallot
Pour les articles homonymes, voir François Ier.
Pour les autres membres de la famille, voir Maison de Montmorency.
François Ier de Montmorency-Hallot (mort après 1559)

## Ascendance
Fils de Claude de Montmorency-Fosseux, et d'Anne d'Aumont dame de Crèvecœur et de Thury en partie (fille de Ferry d'Aumont, † vers 1525/1526, fils cadet de Jacques Ier et frère de Jean V d'Aumont). Il est sire de Bouteville et de Hauteville.

## Mariages et descendance
En 1543 François Ier de Montmorency épouse Jeanne de Mondragon de/du Hallot, fille de Troïlus de Mondragon et Françoise de La Palue (voir ces fiefs à l'article consacré à son fils François II). De ce mariage naissent :
- François II de Montmorency-Hallot (mort le 13 septembre 1592)
- Jacques de Montmorency-Hallot épouse Jeanne d'Offignies
- Louis de Montmorency-Bouteville (1560 - 1615)

François Ier de Montmorency épouse en secondes noces Louise de Gébert, fille de René de Gébert et Anne de Loré. De ce mariage nait :
- Marguerite de Montmorency-Hallot (morte en 1636) épouse René de Rouxellé, seigneur de Saché (celui de Balzac).